# Kalaba obvejčitá
Kalaba obvejčitá (Calophyllum inophyllum) je statný, stálezelený strom pocházející z teplých a vlhkých tropů Starého světa. Tento druh ze širokého rodu kalaba je dřevina okrasná i užitková a vysazuje se v tropech téměř po celém světě.

## Výskyt
Druh je původní na velkém areálu, od tropů Afriky přes indický subkontinent a přilehlé ostrovy, Čínu, Jižní a Jihovýchodní Asii a Novou Guineu až do Austrálie, včetně většiny ostrovů v Pacifiku. Nově je sázen i v tropech Ameriky.

## Ekologie
Stromy samovolně vyrůstají na suchém kamenitém nebo písečném mořském pobřeží nad hranici přílivu, nebo v hlubokých, velmi vlhkých tropických lesích. Kalabě obvejčité nevadí prosakující brakická voda ani slané větry vanoucí od moře. Sází se do písčité půdy pro její stabilizaci, jako větrolamy nebo lemy okolo cest až do nadmořské výšky 1200 m, je však citlivá na mráz a neodolá ohni.

## Popis

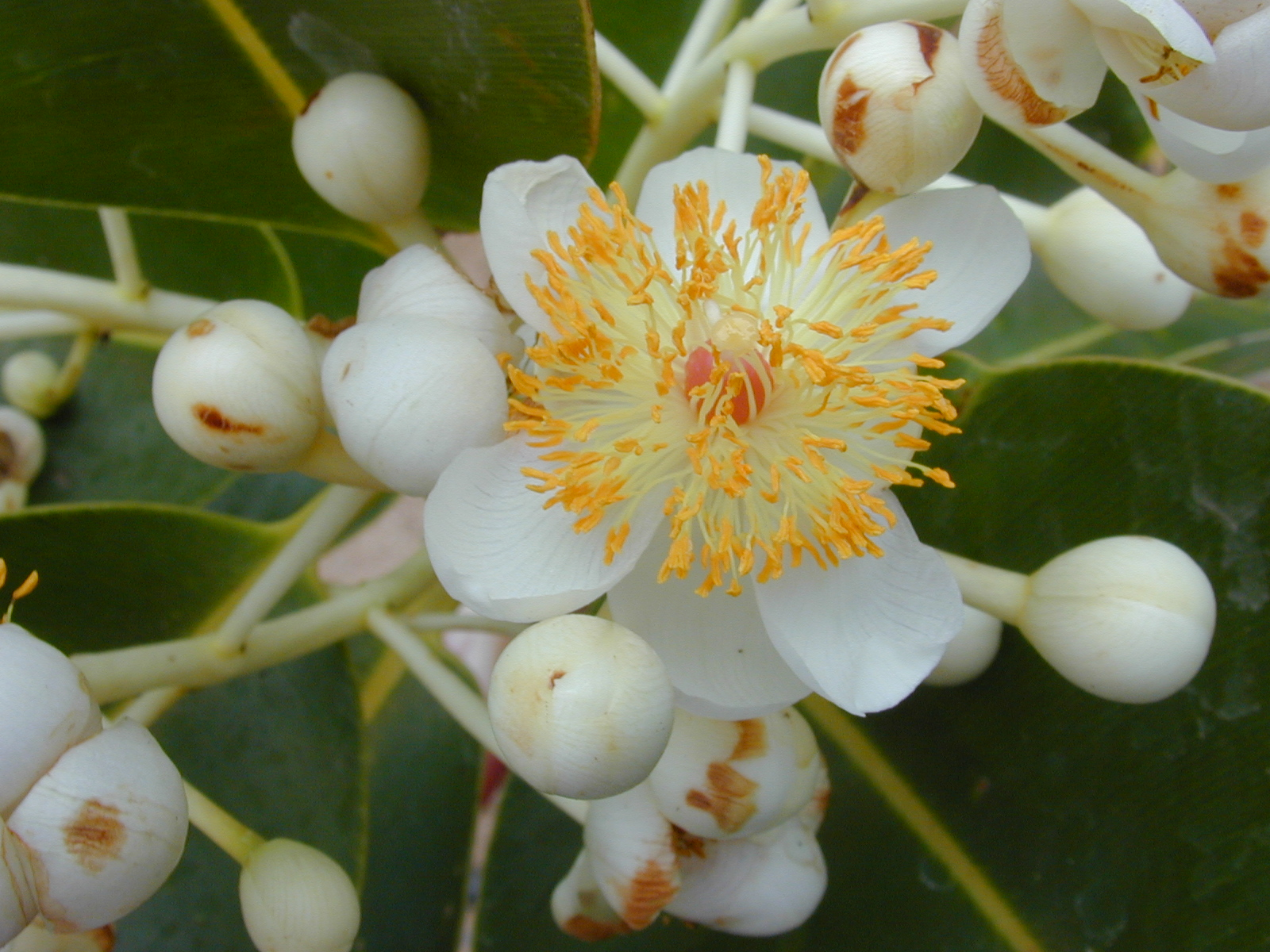
Květ

Kalaba obvejčitá je středně vysoký strom dorůstající do výše až 15 m s krátkým, obvykle pokrouceným nebo nahnutým kmen o průměru do 1,5 m. Světle šedá až plavě zbarvená kůra kmene je podélně mělce popraskaná a při poranění z ní vytéká pryskyřice. Kožovité, vytrvalé, střídavě vyrůstající listy s řapíky jsou dlouhé 8 až 15 cm a široké 4 až 8 cm. Jejich oboustranně lesklé čepele jsou obvejčité až obkopinaté, na bázi jsou okrouhlé, na vrcholu tupé, po obvodě celistvé a z jejich střední žilky odbočují souběžně uspořádané žilky postranní.
Květy voskovitého vzhledu jsou na stopkách a v počtu až 15 vytvářejí pyramidální hroznovitá či latovitá květenství, která jsou až 15 cm dlouhá a vyrůstají z úžlabí listů. Květy jsou bílé, mívají asi 2,5 cm v průměru, sladce voní a otvírají se ráno ještě před východem slunce. Kališní plátky velké asi 8 mm rostou ve dvou kruzích, dva vnější plátky jsou okrouhlé a dva vnitřní obvejčité. Čtyři korunní plátky jsou bílé, asi 10 mm velké, obvejčité nebo obkopinaté s rovným vrcholem. V květu je hodně volných tyčinek (200 až 300) se žlutými prašníky, gyneceum tvoří jediný plodolist a kulovitý, svrchní, oranžový semeník s jedním vajíčkem má dlouhou, zakřivenou čnělku s plochou bliznou. Květy jsou opylovány širokou škálou létajícího hmyzu, kvetou v březnu až červnu, plody dozrávají od září do listopadu. Ploidie druhu je 2n = 32.
Plody jsou 2 až 4 cm velké kulovité či hruškovité, ve vodě plovoucí, jednosemenné peckovice s poměrně tenkým dužnatým mezokarpem. Jejich původně zelená barva se zráním mění na žlutou až nahnědlou, získávají kožovitý povrch a stávají se velmi tvrdé. Obsahují po jednom kulovitém, asi 1,5 cm velkém, hnědém, na omak mastném semeni. Asi 200 semen váži 1 kg.

## Rozmnožování
Semena jsou s plody často i do velkých vzdálenosti rozptylována kaloni neb jinými ptáky a pokud rostou na pobřeží i mořskými proudy. Při umělém rozmnožování je pro uspíšení klíčení odstraňován ze semen endokarp.
Semenáče rostou rychle, po vyklíčení vyrostou za půl roku do výše asi 50 cm. Při pěstování ve školkách požadují mladé rostlinky přistínění před poledním sluncem. Stromy začínají plodit ve věku asi 10 let.

## Využití
Ke konzumaci je vhodná pouze nedozralá dužina plodů, se zraním se stává pro lidi toxickou. Využívají se hlavně hořká semena obsahující až 60 % oleje, který se vytváří až při vysychání semen. Pro výrobu oleje se endokarp zralých semen mírně nadrtí, jádra se vyjmou a v tenkých vrstvách se asi měsíc vystaví slunci. Vylisovaný olej je polotekutý, zeleně zbarvený a obsahuje hodně kyselin a pryskyřic, má nepříjemné aroma a používá se výhradně k nepotravinářským účelům. Slouží v domácnostech na svícení, k výrobě svíček, mýdel i do barev. Na otevřené rány se používá i nazelenalá, polotekutá, vonná pryskyřice vytékající z trhlin kůry kmene.
Hlavními složkami oleje jsou kyselina olejová 49 %, kyselina linolová 21 %, kyselina palmitová 15 %, kyselina stearová 13 % a mnoho dalších specifických látek. Za studena rafinovaný olej je pro své staletím vyzkoušené regenerační, protizánětlivé, antibakteriální, zklidňující a hojivé účinky domorodci používán pod názvem „Olej Tamanu“ v kosmetice i farmacii. Vzrostlý strom může ročně přinést 50 kg suchých plodů a 18 kg oleje.
Dřevo stromu má narůžovělé až červenohnědé jádro jasně ohraničené od světlé běli. Je tvrdé, středně těžké (560 až 800 kg/m³), odolné při použití pod vodou a termitům vzdorné. Používá se k výrobě uměleckého nábytku, schodišť a dalších namáhaných výrobků ve stavebnictví a stolařství, dělají se z něj i součástky hudebních nástrojů. Místní obyvatelé z něho vyrábějí kanoe nebo krátké lodní stěžně, kýly či žebra nevelkých lodí. Kůra stromu obsahuje až 15 % taninu a má antiseptické účinky.

## Galerie

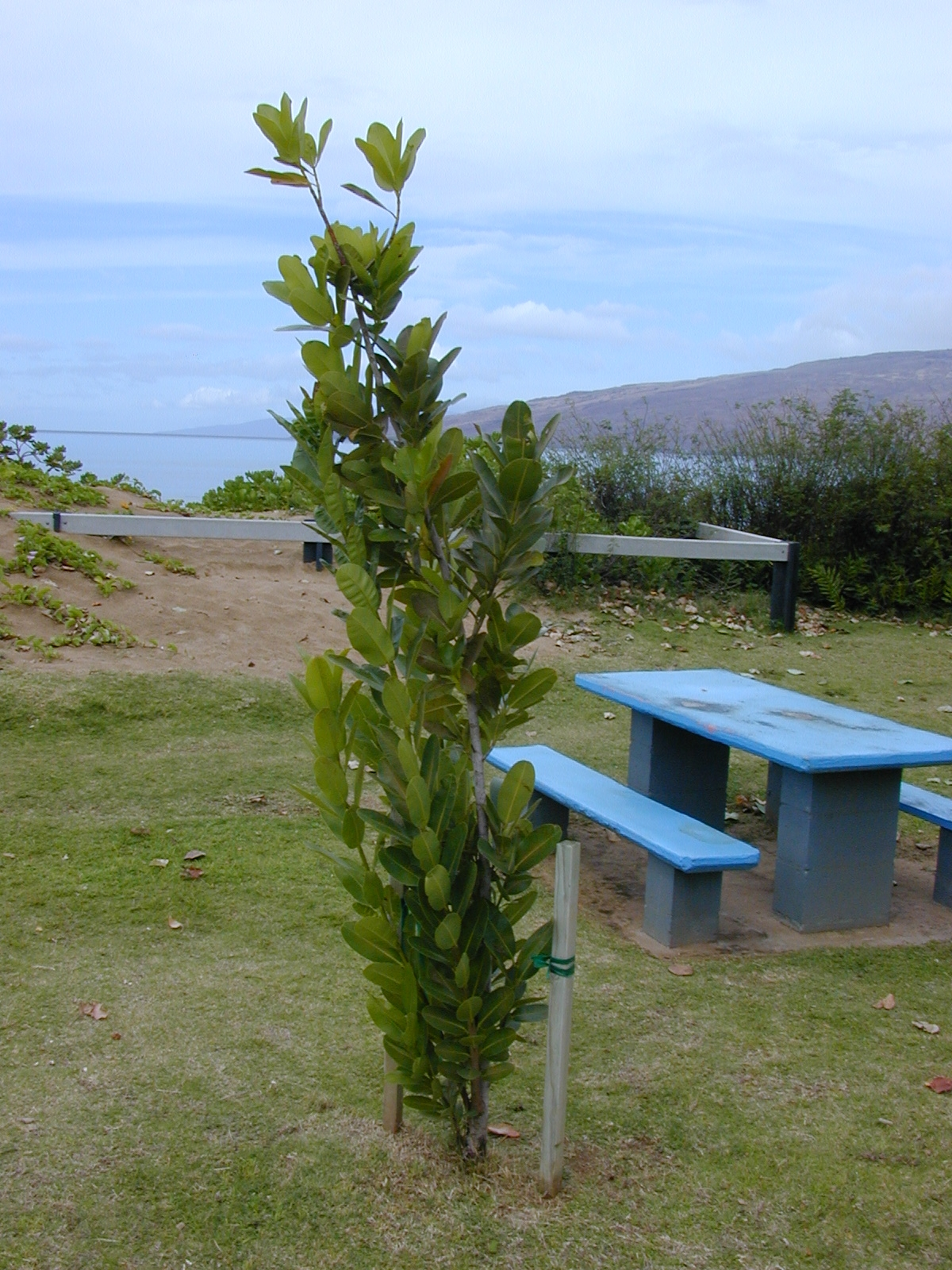
Mladý semenáč
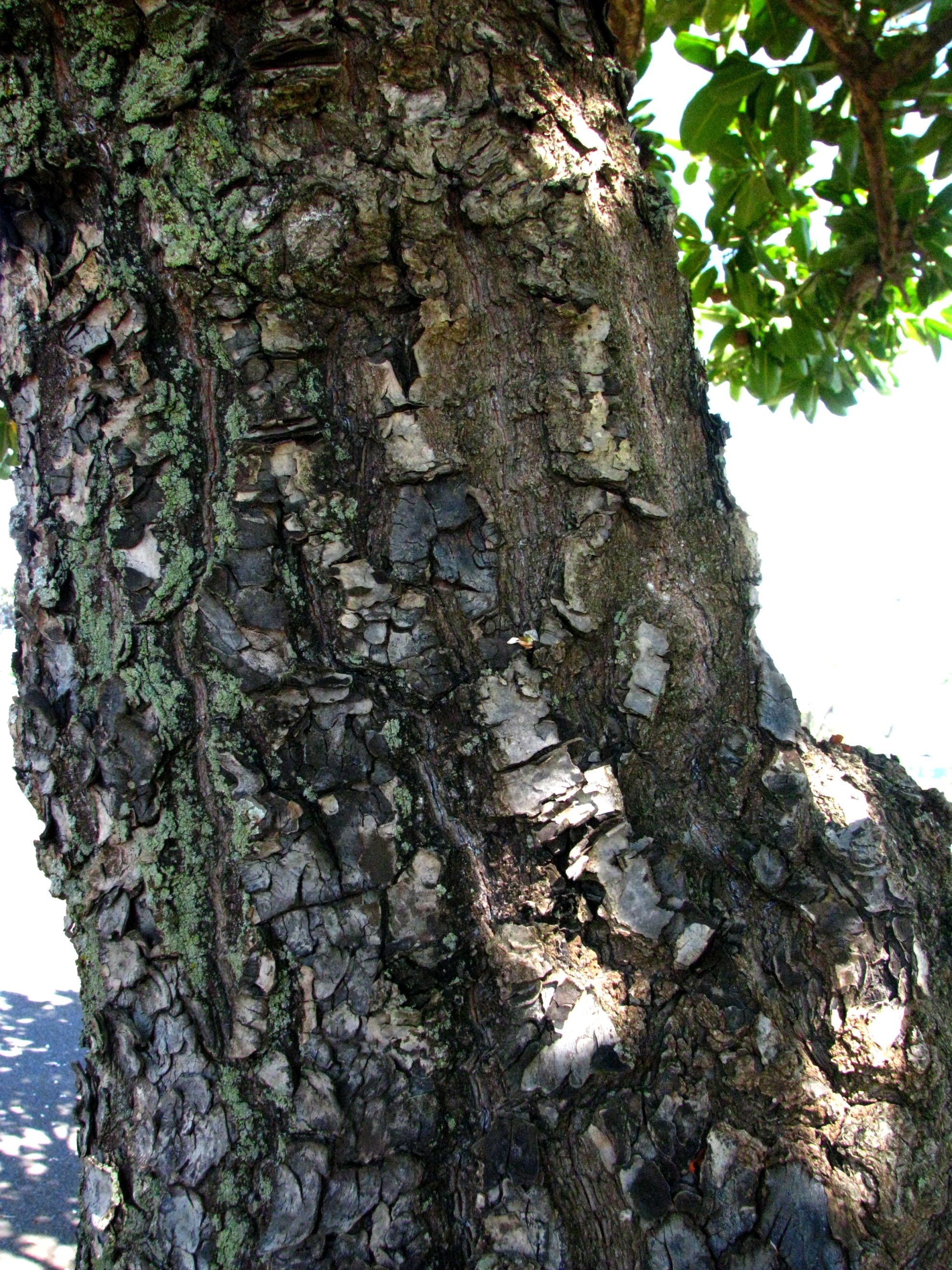
Kůra kmene
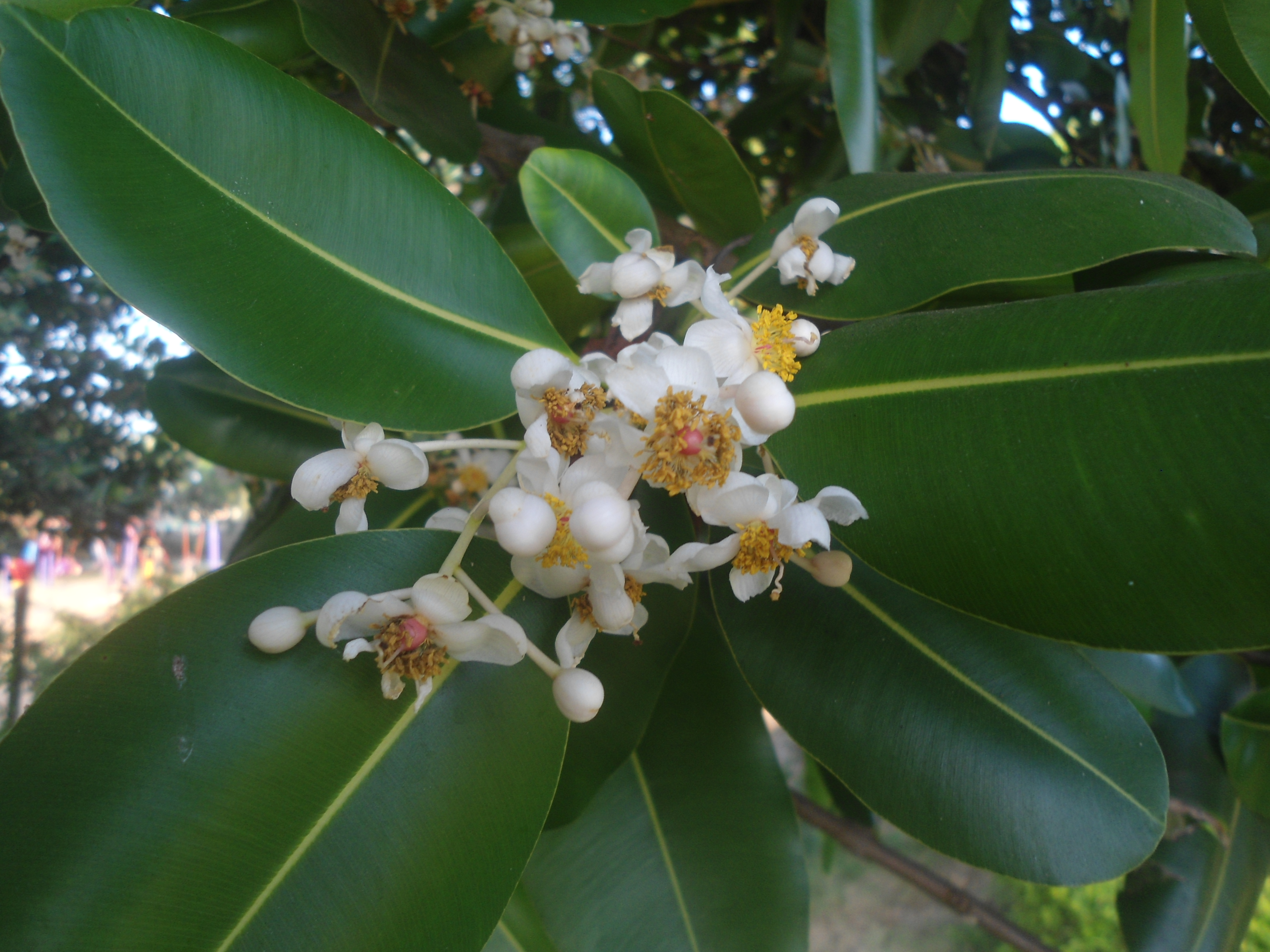
Květenství
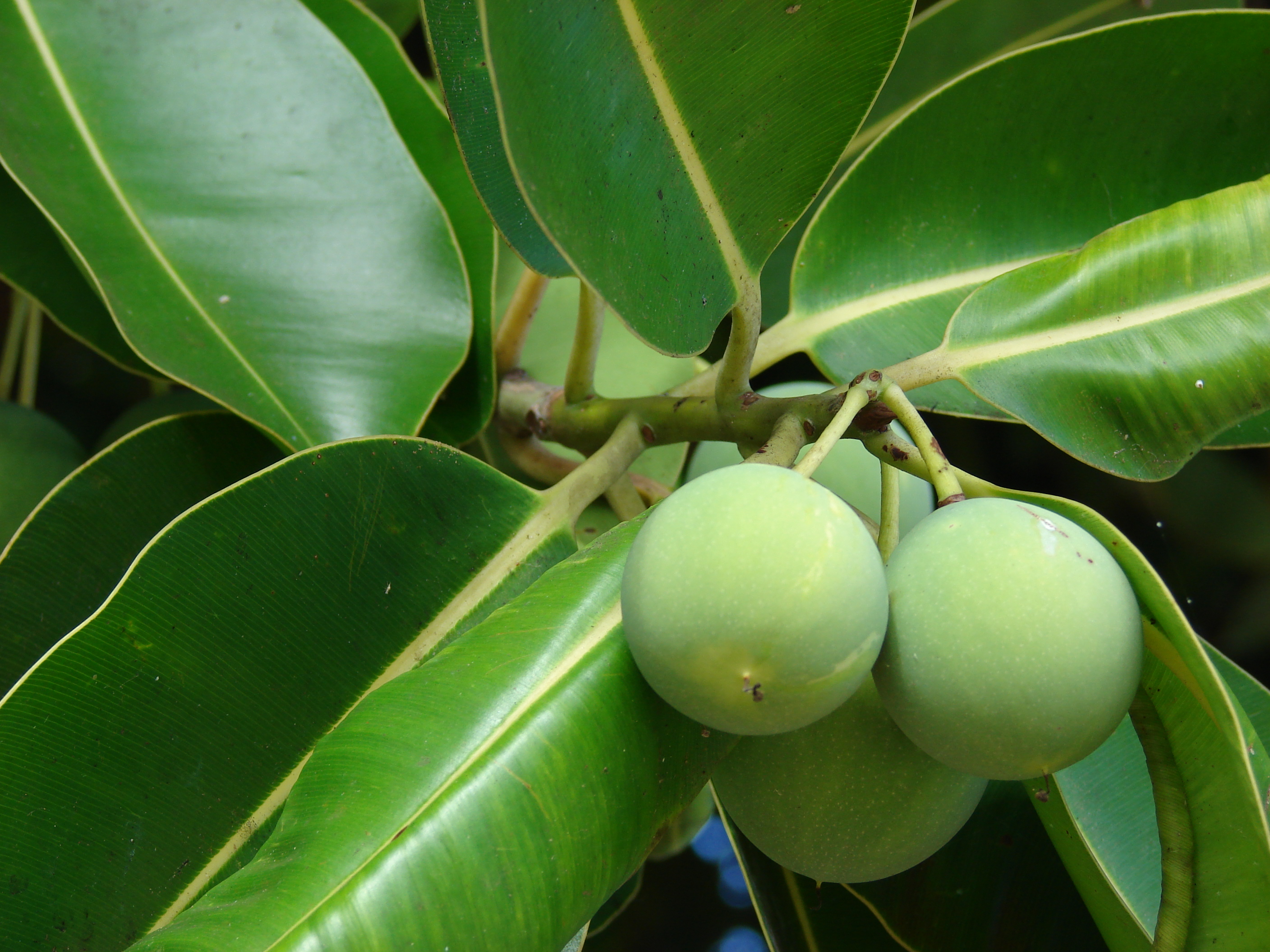
Nezralé plody
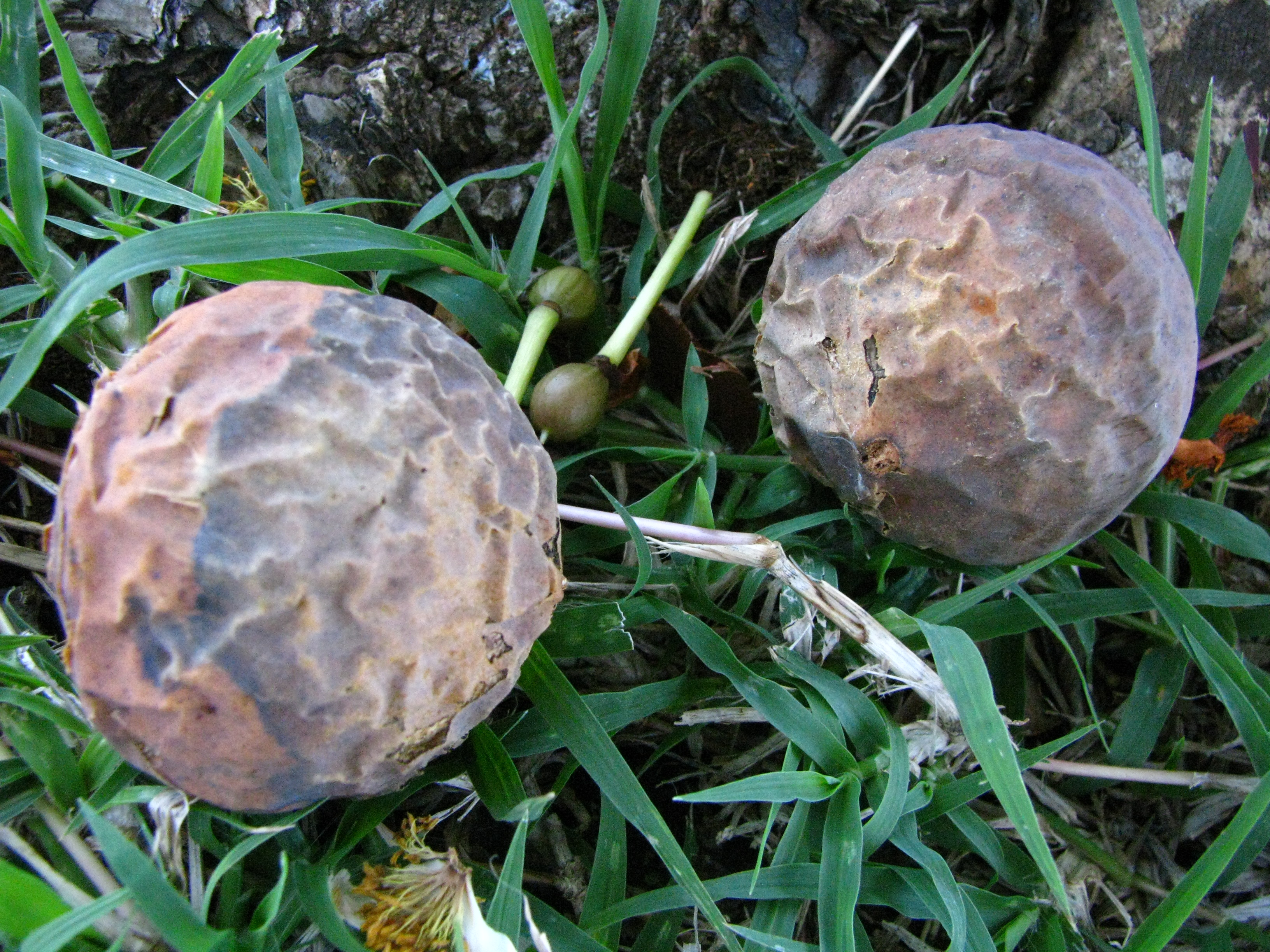
Zralé plody